# 12738 Satoshimiki
12738 Satoshimiki (1992 AL) là một tiểu hành tinh vành đai chính được phát hiện ngày 4 tháng 1 năm 1992 bởi T. Hioki và S. Hayakawa ở Okutama.